# エマロサ
エマロサ (Emarosa) とは、アメリカ合衆国,ケンタッキー州,レキシントンにて結成されたロックバンドである。
初期にはメタルコア要素も含み、2015年頃まではポスト・ハードコアバンドであったが、2016年のアルバム『161』あたりから徐々にポップでキャッチーな曲が増え、2019年の『Peach Club』からはほとんどポスト・ハードコア時代の原型がないシンセポップ、ダンスポップバンドになっている。

## 現在のメンバー
- ER・ホワイト(ER White) - ギター（2006～現在）

唯一のオリジナルメンバー。
- ブラッドリー・ウォルデン(Bradley Walden) - ボーカル（2013～現在）

### 旧メンバー
- ジョナス・レイドクジャー(Jonas Ladekjaer) - ギター
- ウィル・ソワーズ(Will Sowers) - ベース
- ルーカス・コゼウスキー(Lukas Koszewski) - ドラム
- ジョーダン・スチュワート(Jordan Stewart) - ベース
- ジョニー・クレイグ(Jonny Craig) - ヴォーカル（2007～2011）

三代目ボーカリスト。ダンス・ギャヴィン・ダンスやスレイヴスにも在籍していたことがある。
『Relativity』と『Emarosa』に参加。
- クリス・ロエッター(Chris Roetter) - ボーカル（2006～2007）

二代目ボーカリスト。
デビューEP『This Is Your Way Out』に参加。
- クリス・ロバーツ(Chris Roberts) - ボーカル（2006）

## 略歴
2007年5月1日に、デビューEP『This Is Your Way Out』をリリースした。このリリース後に、初代ボーカリストのクリス・ロエッターがバンドから脱退。その後11月にジョニー・クレイグを新たに迎え入れることを発表。
2008年7月8日にデビューアルバム『Relativity』をリリースし、全米アルバムチャートにて初登場191位を記録。
2010年6月29日に、自身の名を冠した2ndアルバム『Emarosa』をリリースし、全米アルバムチャートにて初登場69位を記録。
2011年4月11日に、ボーカリストのジョニー・クレイグがバンドから追い出された。この後、メンバー達は「ジョニーは、もう僕たちのメンバーではないよ。非常に辛い決断だった。」と語っている。

## ディスコグラフィー

### アルバム
| 発売日        | アルバムのタイトル | 販売レーベル | 全米アルバムチャート最高位 |
| 2008年7月20日 | Relativity         | Rise         | 191位                      |
| 2010年6月29日 | Emarosa            | Rise         | 69位                       |

### ミニアルバム
- This Is Your Way Out (2007)